# Castelvieilh
Castelvieilh é uma comuna francesa na região administrativa de Occitânia, no departamento dos Altos Pirenéus. Estende-se por uma área de 5,31 km², Em 2010 a comuna tinha 247 habitantes (densidade: 46,5 hab./km²)..